# Elecciones estatales de Berlín de 2006
Las elecciones estatales de Berlín de 2006 se llevaron a cabo el 17 de septiembre de 2006, con el propósito de elegir a los miembros del Abgeordnetenhaus (Cámara de Diputados) de Berlín. Tras las elecciones, el Partido Socialdemócrata de Alemania (SPD) con el alcalde Klaus Wowereit, pudo continuar su coalición con el Partido del Socialismo Democrático.

## Antecedentes y candidaturas
La coalición roja-roja del SPD y el PDS se postulaba a la reelección por primera vez. Los temas dominantes de la campaña fueron los enormes problemas de presupuesto en la ciudad de Berlín, la situación en las escuelas de Berlín, los problemas de integración y la debilidad del mercado laboral.
El SPD postuló de nuevo con Klaus Wowereit. El PDS lo hizo con el senador Harald Wolf, Alianza 90/Los Verdes con Franziska Eichstädt-Bohlig y el FDP con el presidente de su grupo parlamentario, Martin Lindner.
Durante mucho tiempo, la cuestión del candidato no era clara para la CDU. Después de que el candidato potencial, el exministro Federal de Medio Ambiente y Construcción Klaus Töpfer, negara su interés por la candidatura, el miembro del parlamento y Secretario de Estado Parlamentario del Ministerio Federal de Defensa Fried Pflüger asumió la candidatura.
La participación del WASG, interpretada como contraria a la fusión con el PDS fue controversial y rechazada principalmente por el WASG Federal. La candidata del WASG fue su líder Lucy Redler.

## Resultados
A continuación se muestran los resultados oficiales de la elección:
| Partido | Partido                                                     | Votos   | %     | ±     | Escaños | ±   |
| ------- | ----------------------------------------------------------- | ------- | ----- | ----- | ------- | --- |
|         | Partido Socialdemócrata de Alemania (SPD)                   | 424.054 | 30.8% | +1.1% | 53      | +9  |
|         | Unión Demócrata Cristiana (CDU)                             | 294.026 | 21.3% | −2.5% | 37      | +2  |
|         | Partido del Socialismo Democrático (PDS)                    | 185.185 | 13.4% | −9.2% | 23      | −10 |
|         | Alianza 90/Los Verdes (GRÜNE)                               | 180.865 | 13.1% | +4.0% | 23      | +9  |
|         | Partido Democrático Liberal (FDP)                           | 104.584 | 7.6%  | −2.3% | 13      | −2  |
|         | Die Grauen – Graue Panther (GRAUE)                          | 52.884  | 3.8%  | +2.4% | 0       | -   |
|         | Trabajo y Justicia Social – La Alternativa Electoral (WASG) | 40.504  | 2.9%  | +2.9% | 0       | -   |
|         | Partido Nacionaldemócrata de Alemania (NPD)                 | 35.229  | 2.6%  | +1.7% | 0       | -   |
| Otros   | Otros                                                       | 60.024  | 4.5%  | -     | 0       | -   |